# Juan Manuel Fuenzalida
Juan Manuel Fuenzalida Cobo (n. Viña del Mar, 1 de julio de 1973) es un abogado y político chileno, exintendente de la Región de Coquimbo desde el 13 de agosto de 2013 hasta el 14 de marzo de 2014. Anterior a este cargo fue Secretario Regional Ministerial de Transportes y Telecomunicaciones y de Desarrollo Social para la Región de Coquimbo.
Antes de su trabajo en el Gobierno Regional se desempeñó como notario y conservador suplente en Coquimbo, además de trabajar como abogado en bancos e instituciones financieras.
El 13 de agosto de 2013 asumió el cargo de intendente de la Región de Coquimbo, luego que el gobierno le solicitara la renuncia a Mario Burlé.

## Estudios
- Estudios secundarios: The International School La Serena y el Colegio de los Padres Franceses de Manquehue (Santiago).
- Derecho en la Universidad Gabriela Mistral (1992-1999)[5]
- Diplomado en Derecho Inmobiliario y Bancario en la Universidad Mariano Egaña[2]

## Historial electoral

### Elecciones parlamentarias de 2017
- Elecciones parlamentarias de 2017 para el Distrito 5 (Andacollo, Canela, Combarbalá, Coquimbo, Illapel, La Higuera, La Serena, Los Vilos, Monte Patria, Ovalle, Paihuano, Punitaqui, Río Hurtado, Salamanca y Vicuña)[6]

### Elecciones parlamentarias de 2021
- Elecciones parlamentarias de 2021 para el Distrito 5 (Andacollo, Canela, Combarbalá, Coquimbo, Illapel, La Higuera, La Serena, Los Vilos, Monte Patria, Ovalle, Paihuano, Punitaqui, Río Hurtado, Salamanca y Vicuña)[7]